# Persoonia myrtilloides
Persoonia myrtilloides är en tvåhjärtbladig växtart. Persoonia myrtilloides ingår i släktet Persoonia och familjen Proteaceae.

## Underarter
Arten delas in i följande underarter:
- P. m. cunninghamii
- P. m. myrtilloides